# Petr Pavel

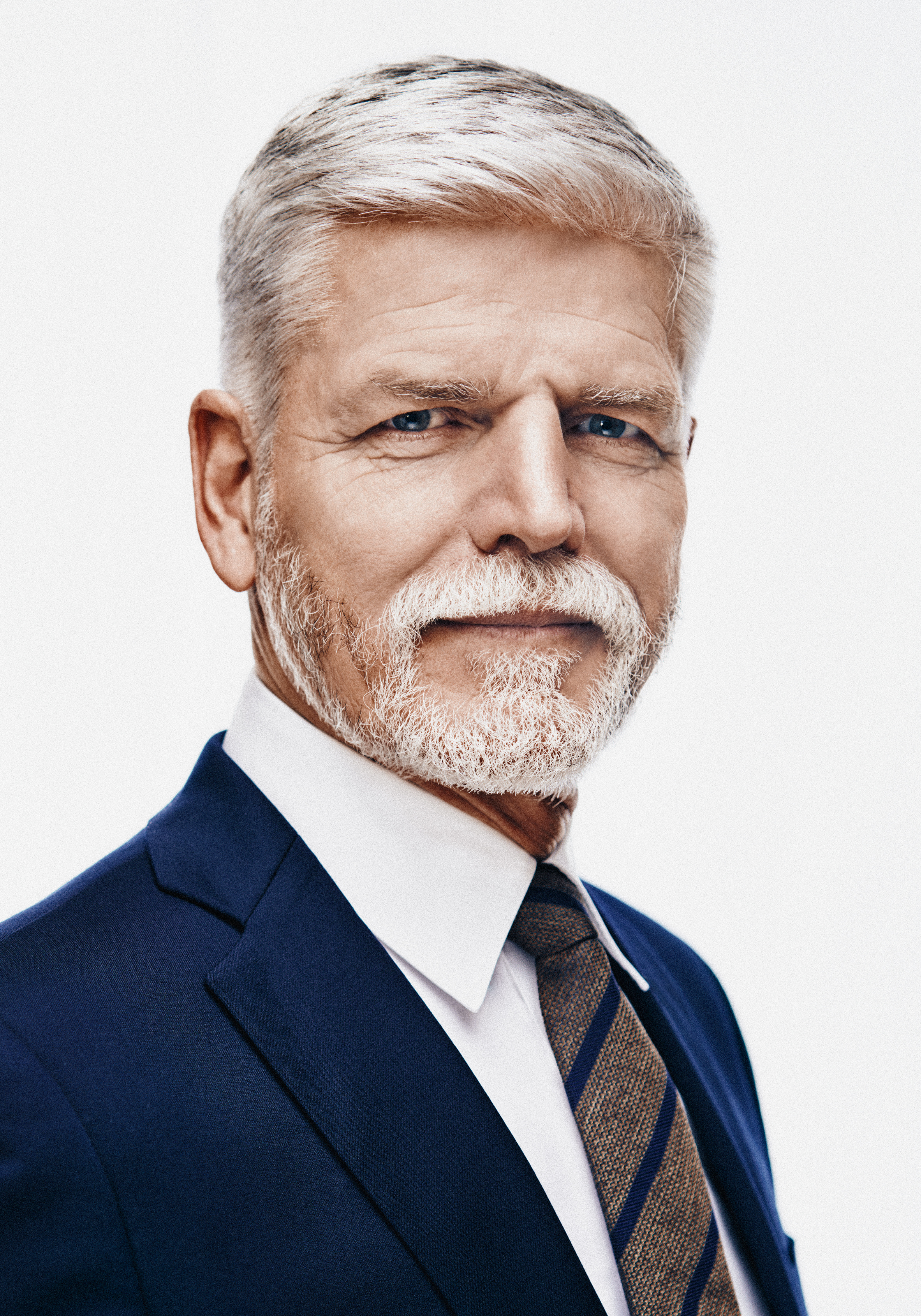
Offizielles Porträt von Präsident Petr Pavel (2023)

Petr Pavel (* 1. November 1961 in Planá) ist ein tschechischer Politiker und seit dem 9. März 2023 der vierte Staatspräsident der Tschechischen Republik.
Der General a. D. der Tschechischen Armee war bis 2015 Chef des Generalstabs, anschließend bis 2018 Vorsitzender des NATO-Militärausschusses.

## Biographie

### Ausbildung
Pavel besuchte von 1979 bis 1983 die Hochschule des Heeres in Vyškov (Vysoká vojenská škola pozemního vojska ve Vyškově) und von 1988 bis 1991 die Militärakademie in Brünn. Darüber hinaus absolvierte er Fortbildungen von 1995 bis 1996 am Staff College in Camberley sowie 2005 am Royal College of Defence Studies in London. Im Jahr 2006 schloss er sein Studium am King’s College London mit einem Master-of-Arts-Abschluss in internationalen Beziehungen ab. Von 1985 bis 1989 war er Mitglied der Kommunistischen Partei der Tschechoslowakei.

### Militärische Laufbahn

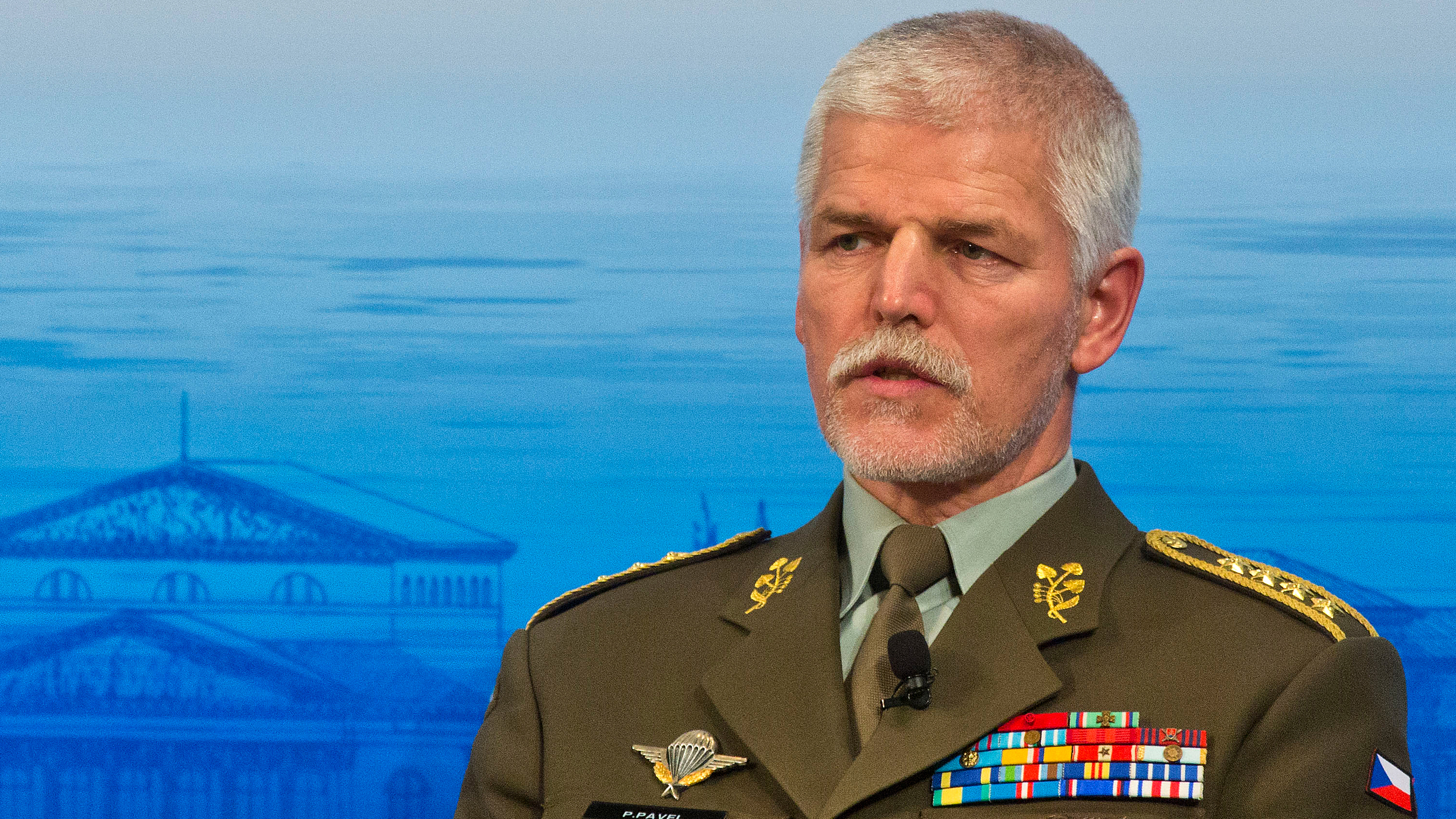
Pavel während der 52. MSC 2016

Pavel begann seine Laufbahn als Führer eines Aufklärungszuges. Nach einigen Jahren wechselte er zum Nachrichtendienst, wo er vom 1. November 1997 bis zum 31. März 1999 den Befehl über die 601. Spezialkräftegruppe innehatte.
Von 2003 bis 2005 war Pavel stellvertretender Oberbefehlshaber der tschechischen Streitkräfte und danach bis 2007 Leiter der operativen Abteilung, der Stabshauptabteilung für die Entwicklung der Teilstreitkräfte. Am 1. Juli 2011 erfolgte seine Ernennung zum stellvertretenden Chef und am 1. Juli 2012 zum Chef des Generalstabs. Er trat damit die Nachfolge von Vlastimil Picek an.
Darüber hinaus durchlief er mehrere Auslandsverwendungen. Von 1992 bis 1993 war er für die UNPROFOR in der Republik Serbische Krajina tätig. Dort gelang es den unter seinem Befehl stehenden Fallschirmjägern, eine französische Einheit, die infolge einer kroatischen Offensive in eine ausweglose Lage geraten war, im Rahmen einer einwöchigen Aktion aus der Gefahrenzone zu evakuieren. Dafür wurde er von Verteidigungsminister Pierre Joxe mit dem Militärverdienstkreuz mit bronzenem Stern ausgezeichnet.
In den Jahren zwischen 1993 und 1994 war er Stellvertreter des tschechischen Militär- und Luftwaffenattachés in Belgien. Von 1999 bis 2002 war er Verbindungsoffizier im Hauptquartier AFCENT sowie Stellvertreter des Befehlshabers des aus AFCENT hervorgegangenen Regionalkommandos AFNORTH. In der Zeit von 2007 bis 2009 war er Stellvertreter des militärischen Vertreters der Tschechischen Republik in der EU und von 2010 bis 2011 vertrat er sein Land bei SHAPE. Seine Beförderung zum Generalleutnant erfolgte am 8. Mai 2012, die zum General (Armádní generál) genau zwei Jahre später. Pavel war Mitglied einer Fachkommission, die 2011 das tschechische „Weißbuch über die Verteidigung“ erstellte.

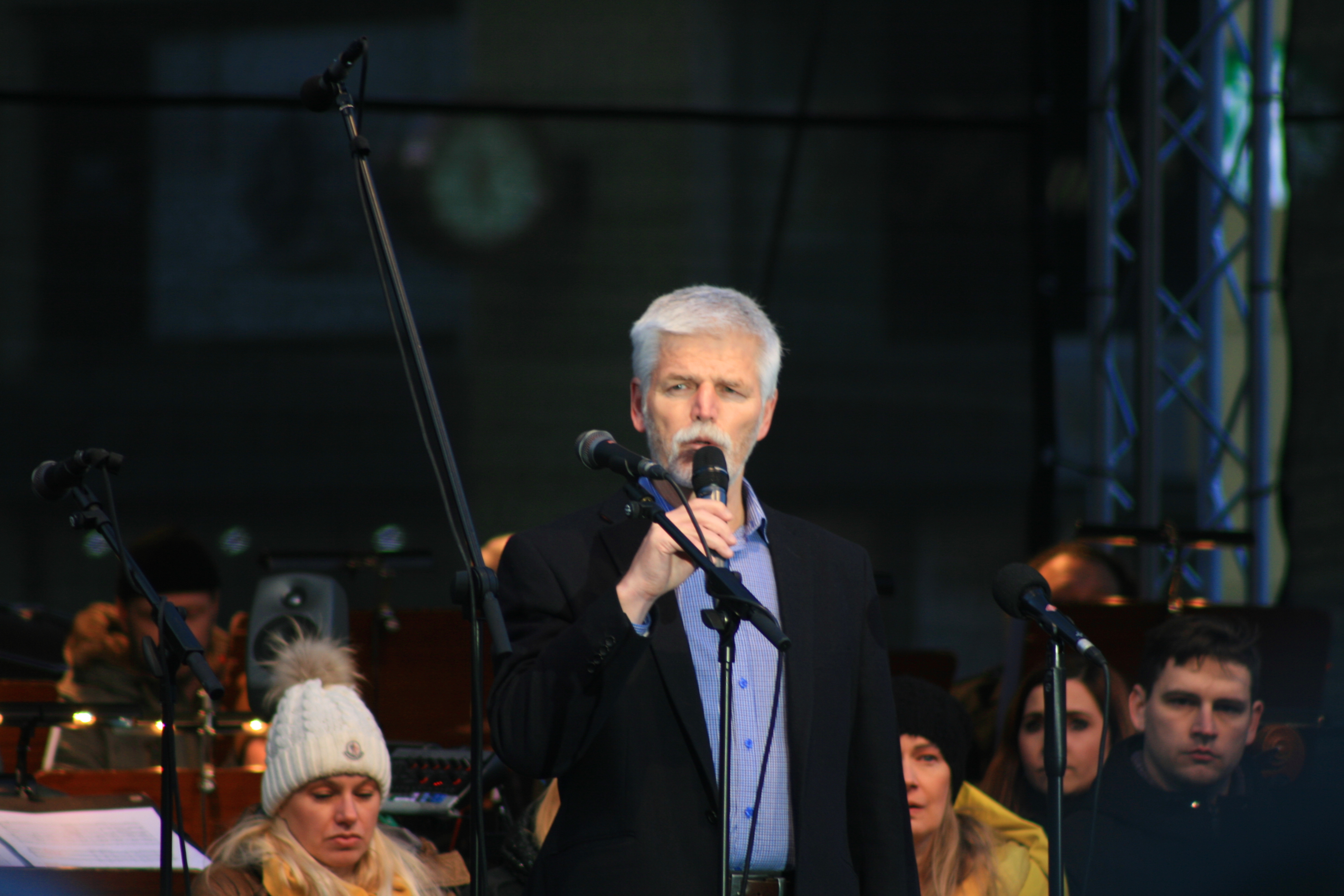
Pavel bei einem Konzert für die Ukraine in Brünn, 2022

Zum 1. Juli 2012 wurde Petr Pavel durch den damaligen Präsidenten Václav Klaus zum Chef des tschechischen Generalstabs ernannt. Aus diesem Amt schied Pavel am 30. April 2015 aufgrund seiner Berufung zum 31. Vorsitzenden des NATO-Militärausschusses. Sein Nachfolger als Generalstabschef wurde Josef Bečvář. Pavel stand als erster Vorsitzender aus einem ehemaligen Mitgliedsstaat des Warschauer Pakts bis 29. Juni 2018 an der Spitze des höchsten militärischen Organs der NATO.

### Kandidatur zur Präsidentschaftswahl
Am 29. Juni 2022 kündigte Pavel an, zur Präsidentschaftswahl in Tschechien 2023 anzutreten. Sein Wahlkampf begann am 6. September 2022. Am 4. Oktober 2022 erhielt er als einer von drei Kandidaten offizielle Unterstützung des SPOLU-Wahlbündnisses. Beim ersten Wahlgang am 13. und 14. Januar 2023 erhielt Pavel mit 35,4 Prozent die meisten Stimmen. Knapp dahinter lag mit 35,0 Prozent der ehemalige Ministerpräsident Andrej Babiš.
Die Stichwahl zwischen Pavel und Babiš fand am 27. und 28. Januar statt, die Pavel mit 58,32 % der Wähler für sich mit einem pro-europäischen und NATO-Kurs entscheiden konnte. Vorteile gegenüber Babiš im Wahlkampf waren hier unter anderem mehrere Vorwürfe der Korruption gegen Babiš sowie dessen Anti-NATO-Aussagen in Bezug auf den russischen Überfall auf die Ukraine. Pavel wurde vor allem von jüngeren Menschen und Städtern gewählt.

### Präsidentschaft

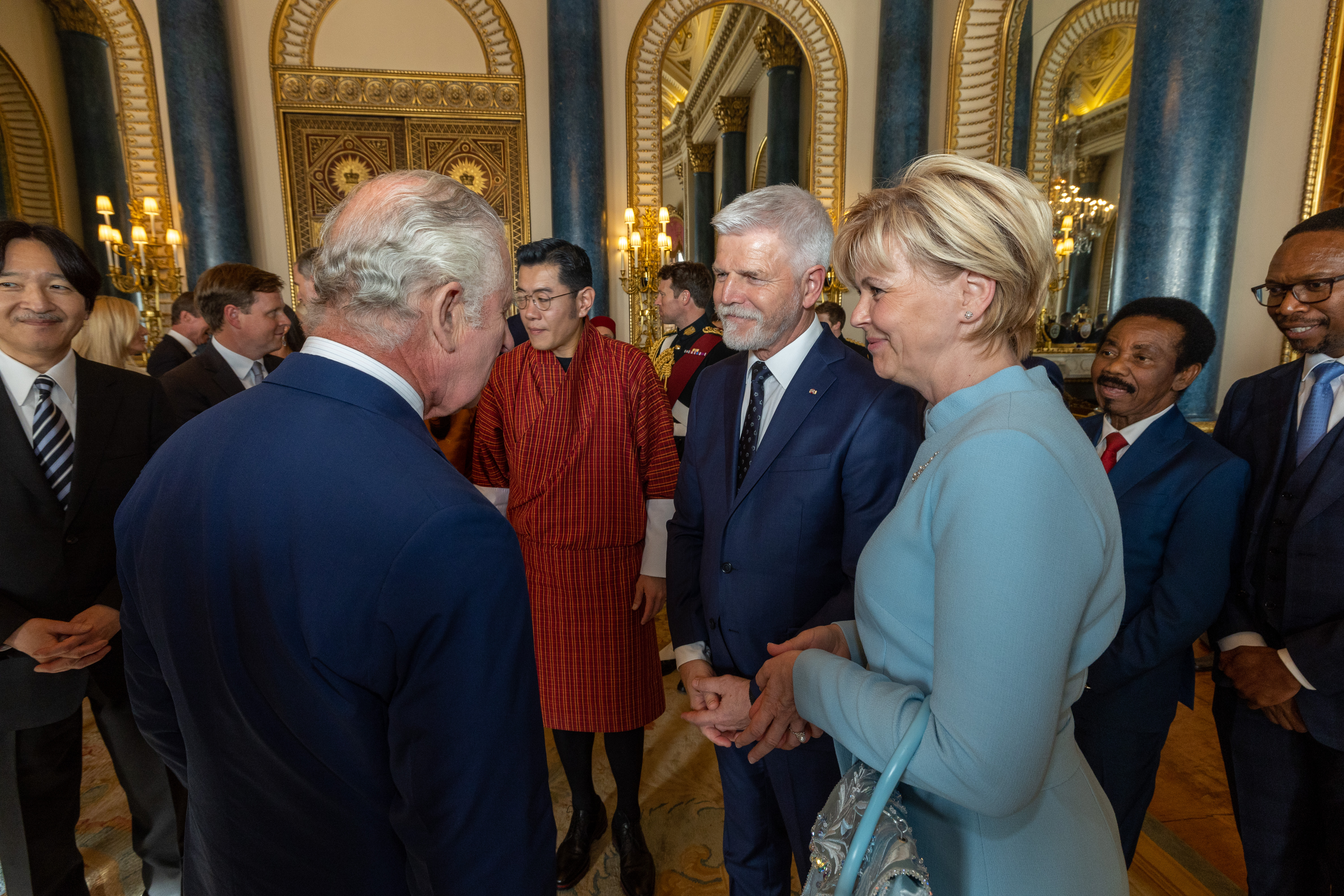
Petr Pavel mit seiner Frau beim Empfang von König Charles III. im Buckingham Palace, Mai 2023

Bereits vor seiner Inauguration kontaktierte Pavel mehrere andere Staatsoberhäupter, darunter Wolodymyr Selenskyj. Er telefonierte auch mit der taiwanischen Präsidentin Tsai Ing-wen, wogegen die Volksrepublik China Protest einlegte.
Am 9. März 2023 wurde Pavel bei einer feierlichen Sitzung der beiden Parlamentskammern Senat und Abgeordnetenhaus in der Prager Burg in sein Amt eingeführt. Als Nachfolger von Miloš Zeman wurde er somit der zweite direkt gewählte Präsident Tschechiens. Eine Umfrage zeigte in der Folge einen Anstieg des Vertrauens in den Staatspräsidenten auf 58 Prozent im Vergleich zu 38 Prozent gegen Ende von Zemans Amtszeit.

## Politische Positionen
Pavel bezeichnet seine politische Position als „rechts der Mitte“, gilt in sozialen Fragen aber teilweise als progressiv. Er befürwortet etwa die gleichgeschlechtliche Ehe.
Pavel tritt für eine starke militärische Unterstützung der Ukraine ein.

## Privates
Pavel ist zum zweiten Mal verheiratet. Seine Frau Eva Pavlová ist Soldatin im Rang eines Oberstleutnants. Aus der ersten, geschiedenen Ehe stammen zwei Söhne.

## Auszeichnungen (Auswahl)
- Medaille für Heldentum (1995)

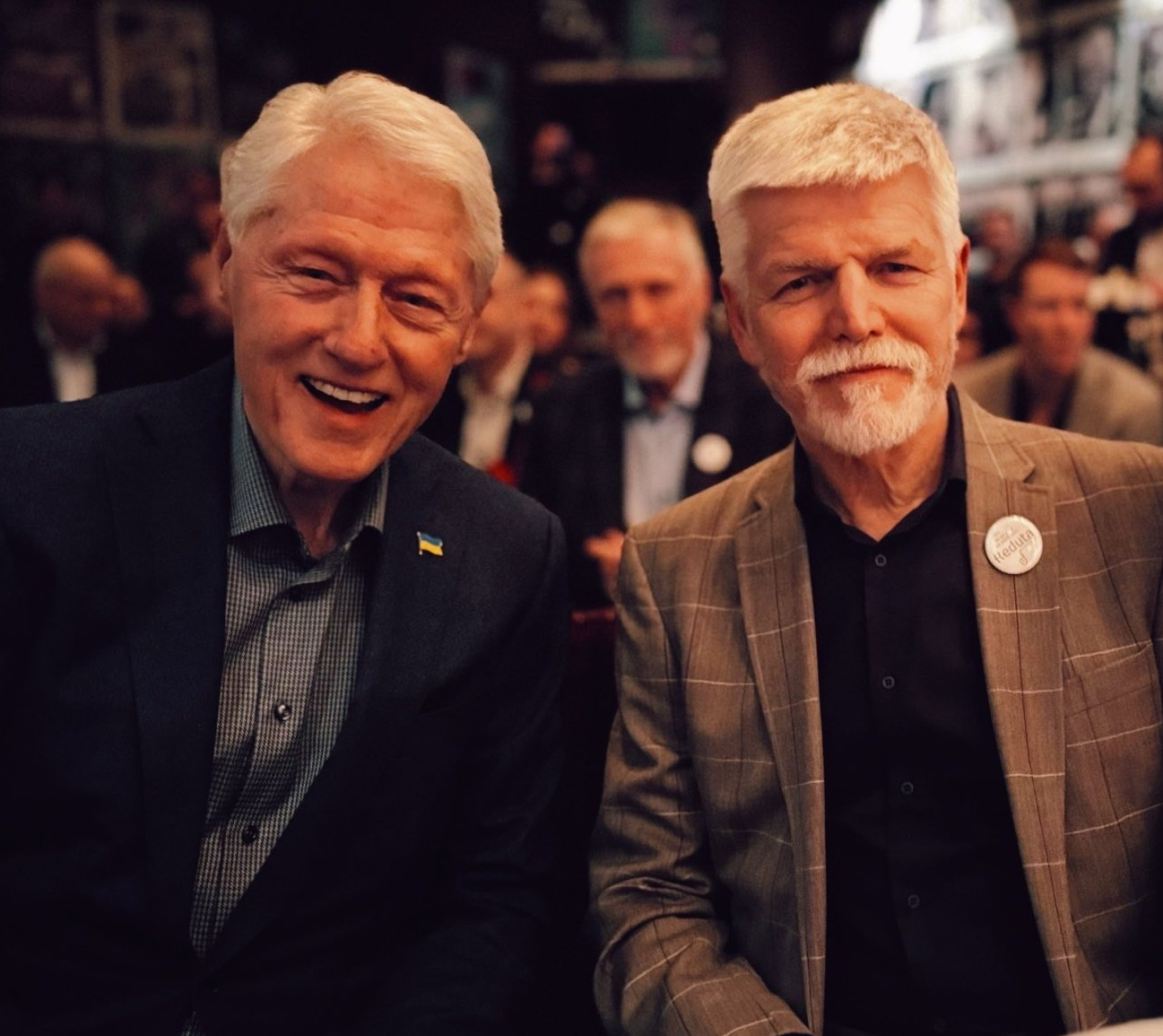
Pavel mit Bill Clinton im Jahr 2024

- Croix de la Valeur militaire mit bronzenem Stern (1995)
- Offizier der Ehrenlegion (2012)
- Großkreuz des belgischen Kronenordens (2018)
- Commander der Legion of Merit (2018)
- Verdienstkreuz des Verteidigungsministers der Tschechischen Republik III. und II. Klasse